# Туризм у Словаччині

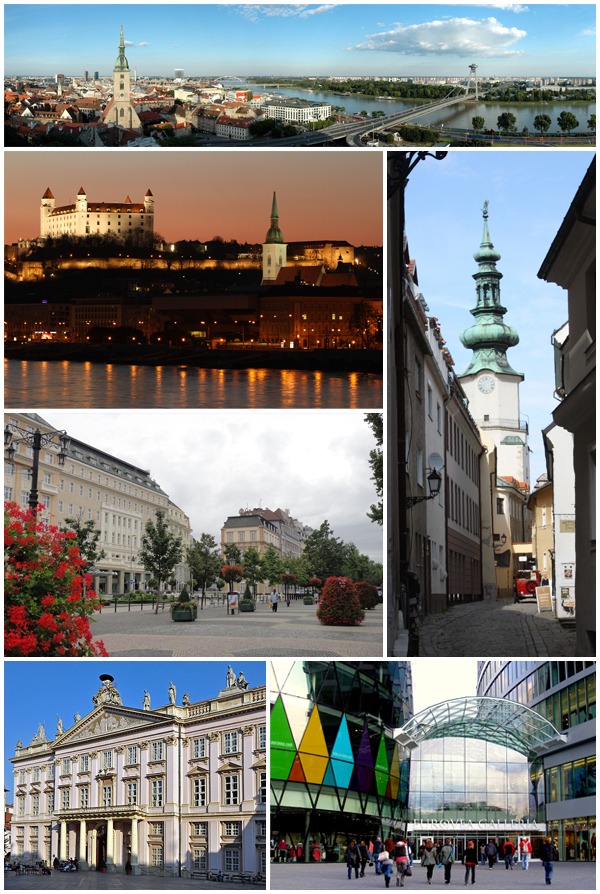
Братислава — столиця Словаччини і найвідвідуваніше місто країни серед туристів

Туризм у Словаччині є однією з найперспективніших галузей країни. Розташування Словаччини у серці Європи на перехресті старих торгових шляхів, культурне та історичне багатство і сприятливі кліматичні умови створюють потенціал для розвитку туристичного руху у цій країні. Туризм у Словаччині представлений насамперед натуральними ландшафтами, горами, печерами, середньовічними замками і містечками, народними архітектурними пам'ятками, мінеральними та іншими курортами.

## Статистика
У 2016 році Словаччину відвідало більше ніж 4,6 млн осіб і найпривабливішими для туристів місцями стали столиця Братислава і Високі Татри. Більшість туристів приїжджали з Чехії (близько 26 %), Польщі (15 %) і Німеччини (11 %).
| Країна          | Кількість |
| --------------- | --------- |
| Чехія           | 509 700   |
| Польща          | 168 358   |
| Німеччина       | 158 857   |
| Австрія         | 81 589    |
| Угорщина        | 69 563    |
| Велика Британія | 64 891    |
| Італія          | 59 294    |
| Україна         | 51 591    |
| США             | 40 553    |
| Франція         | 37 401    |

| Країна          | Кількість |
| --------------- | --------- |
| Чехія           | 436 699   |
| Польща          | 158 250   |
| Німеччина       | 138 444   |
| Австрія         | 66 582    |
| Угорщина        | 58 050    |
| Україна         | 55 185    |
| Італія          | 48 994    |
| Велика Британія | 44 107    |
| Росія           | 41 137    |
| Франція         | 33 130    |

| Країна          | Кількість |
| --------------- | --------- |
| Чехія           | 492 713   |
| Польща          | 167 751   |
| Німеччина       | 153 814   |
| Україна         | 79 988    |
| Австрія         | 73 862    |
| Угорщина        | 68 832    |
| Росія           | 54 471    |
| Італія          | 53 960    |
| Велика Британія | 50 255    |
| Франція         | 35 831    |

## Історія
Туризм у Словаччині почав розвиватися ще в середині 19-го століття, коли мандрівники з різних країн почали цікавитися та відвідувати Високі Татри і Низькі Татри. У кінці XIX століття були побудовані перші будинки, в яких могли розміщуватися туристи. Кількість туристів неухильно починає зростати. Цей розвиток прискорився у 1918 році з появою на мапі світу Чехословаччини. Вже у 1926 році Чехословаччину відвідали 546 000 вітчизняних і 82 000 іноземних туристів. У часи Другої світової війни туристична галузь сповільнилася. Після війни у Чехословаччину починають надходити інвестиції, які сприяли створенню нових туристичних об'єктів і побудови інфраструктури. У 1989 році у Чехословаччині вже функціонували 389 готелів, 17 мотелів, 200 гуртожитків, 82 кемпінги, 130 котеджних таборів. Велика кількість рекреаційних об'єктів була доручена громадським організаціям, заводам і підприємствам, які почали розвивати організовані туристичні поїздки.
Після падіння комуністичного режиму у 1989 році та поділу Чехословаччини 1 січня 1993 року на дві суверенні держави: західна половина (масив Богемія) стала Чехією, а східна половина (піднесена зона разом з горами Татрами) — Словаччиною. З 1993 року в інфраструктуру туризму країн колишньої Чехословаччини прямували великі іноземні інвестиції, більша частина з яких припадала на Чехію, туризм у Словаччині почав адаптуватися до умов ринкової економіки. Державні об'єкти були поступово приватизовані і розпочалося будівництво нових готелів, у тому числі, за допомогою іноземного капіталу.
Після оксамитової революції 1989 року кількість туристів, що відвідали Словаччину, досягла 32,7 млн осіб, що на 250 % більше, ніж у 1993 році. Падіння кількості іноземних туристів було викликане політичними змінами в країні. Багато туристів, переважно із західноєвропейських держав, хотіли відвідати колишню соціалістичну країну, але рівень якості туристичних послуг Словаччини не відповідав їхнім потребам. Це стало причиною зменшення кількості іноземних відвідувачів. І хоча протягом останнього десятиліття спостерігалося поступове збільшення кількості закордонних туристів, але досі показник 1989 року так і не було досягнуто.
З 1994 року цей показник доходу від туризму починає зменшуватися в середньому на 7 % на рік. Цей спад був викликаний переважно тим фактом, що Словаччина — єдина держава у Центральній Європі, яка не мала чітко виробленої централізованої туристської політики. У кінці 1990-х витрати держави на рекламно-інформаційне забезпечення туризму були набагато менші, ніж в інших країнах Центральної Європи. Ситуація змінюється тоді, коли 1 травня 2004 року Словаччина стає членом ЄС. У країну приходять інвестиції, а також допомога ЄС на розвиток туризму. Уряд розробляє довгостроковий план розвитку велоінфраструктури та велотуризму, а також стратегію впровадження конкретних заходів, які популяризуватимуть туризм. Показники відвідуваності країни починають зростати. Так вже у 2013 році Словаччину відвідало 1,3 млн іноземних туристів, що на 107,9 % більше, ніж у 2012 році. Окрім того, також було надано туристичні послуги 1,8 млн вітчизняним туристам. Частка туризму у виробництві ВВП країни у 2012 році становить 2,5 %, а у 2013 вона зростає до 2,7 %. Чисте сальдо доходів від міжнародного туризму у 2013 році становило 125,5 млн євро, що на 126,1 % більше, ніж у минулому.

## Природне середовище
Незважаючи на незначні розміри території, країна відзначається великим розмаїттям природних умов — тут чергуються найвищі у Центрально-Східній Європі гірські масиви Карпат, перлиною яких вважаються Татри, а також рівнини, серед яких найбільшою за площею є частина Середньодунайської низовини. За площею лісів країна посідає одне з перших місць у Європі. У гірських лісах водяться олені й рисі, зустрічаються вовки і ведмеді, з дрібних тварин — лисиці, білки, ласки.
Словаччина має велику кількість мінеральних джерел та численні курорти. Станом на 2007=й рік функціонувало близько 94 курортів з наявними місцями на 11 900 осіб. Щороку цифра відвідувачів коливається в межах 250—300 тисяч осіб, з яких третина припадає на іноземних відвідувачів.
Мережа курортів:
- Бальнеологічні курорти в: Бойніце, Брусно (село), Дудінце, Лучки (район Михайлівці), П'єштяни, Сліач, Тренчьянске-Теплице, Турчьянске-Теплице
- Кліматичні курорти в: Новий Смоковець, Високі Татри
- Мішані курорти: Бардіїв, Чиж, Раецке-Теплице

## Архітектура і визначні пам'ятки
З античних часів на території сучасної Словаччини збереглися залишки давньоримських будівель. До перших архітектурних пам'яток власне словацького національного надбання можна віднести культові споруди і замки в романському стилі:
- базиліка святого Еммерама в Нітрі 1200 року;
- двоярусна капела-ротонда в містечку Скаліце, датується XII століттям;
- церква в Дражовце, XII століття;
- Бойницький замок, XI століття
- Оравський замок, XII століття, згодом був перебудований;
- церква в Дяковці, 1228 року.

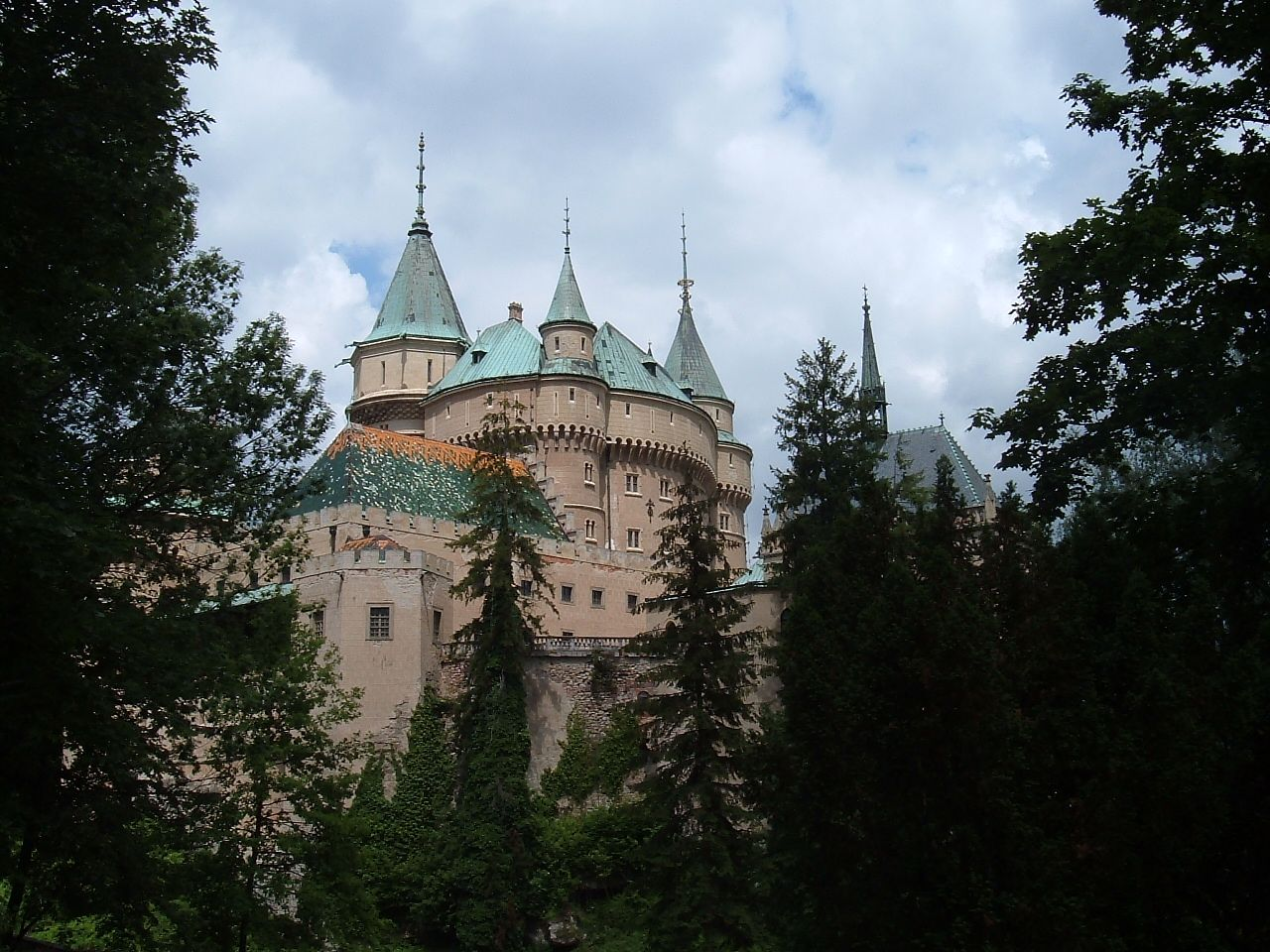
Бойницький замок — найвідвідуваніше місце серед туристів

Середньовіччя залишило по собі велику кількість феодальних замків, частина з яких дійшла до нас лише у вигляді руїн, інша була перебудована на палаци в більш пізній час. У XIV—XV століттях в місцевій архітектурі, як власне і по всій Західній Європі, панувала готика:
- кафедральний собор святої Єлизавети (словац. Dóm sv. Alžbety) в Кошицях, 1382—1499 роки — найбільший собор Словаччини;
- собор в Братиславі, початок будівництва XIV століття.

Пам'ятки періоду Відродження:
- ратуша в Банській Бистриці, 1510 рік;
- житлові будинки у Пряшеві, Левочі, Бардейові.

Пам'ятки періоду бароко:
- церква Трійці в Братиславі, 1717—1735 роки;
- палац примаса в Братиславі архітектора М. Гефеле, що містить риси раннього класицизму, 1778—1781 роки;
- ратуша міста Кошиці, 1756 рік.

Серед споруд зведених в сучасному стилі особливо вирізняються:
- корпус Вищого технічного училища, 1964 рік;
- міст через Дунай, 1972 рік;
- готель «Київ» в Братиславі, 1974 рік

## Об'єкти всесвітньої спадщини ЮНЕСКО
- Банська Штявниця
- Бардіїв

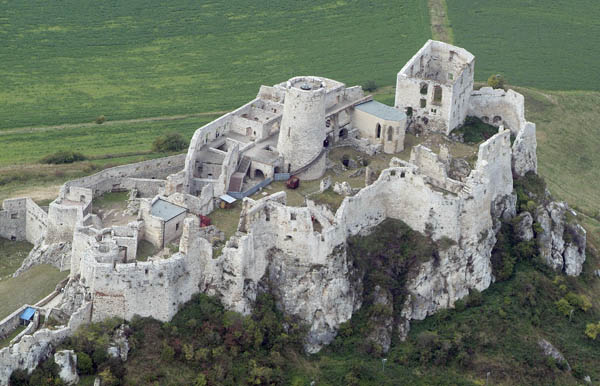
Списький Град — найбільший замок у Словаччині, пам'ятник Світової спадщини ЮНЕСКО

- Руїни Списького граду і пов'язані з ним пам'ятки:
  - Списький Град
  - Левоча
  - Списька Капітула
  - Спиське Подградє
- Влколинець
- Печери Агтелек і Словацький карст:
  - Добшинська крижана печера
  - Барадла-Доміца
  - Гомбасецька печера
  - Ясівська печера
  - Красногірська печера
  - Охтинська печера
- Букові праліси Карпат в Полонині
- Дерев'яні церкви словацьких Карпат

## Соціокультурний вплив туризму на Словаччину
Туризм у Словаччині має значний соціокультурний вплив, який виражається в збереженні культурної спадщини, сприянні міжкультурному обміну, розвитку місцевих громад та інших аспектах. Нижче розглянемо основні соціокультурні ефекти туризму на Словаччину.
Позитивний соціокультурний вплив включає: 
Відродження місцевого мистецтва, ремесел і традиційної культурної діяльності. Відновлення місцевих архітектурних традицій. 
Пожвавлення соціального та культурного життя місцевого населення. Негативний соціокультурний вплив може включати: 
Зміни цінностей і моральної поведінки. 
Зростання злочинності, азартних ігор і потенційне знищення спадщини. Проблеми у відносинах турист-господар. 
Ці ефекти є результатом взаємодії між туристами та приймаючими громадами. Стратегія розвитку туризму до 2020 року була спрямована на підвищення конкурентоспроможності туризму, врівноважуючи регіональні відмінності та створюючи робочі місця в Словаччині.
Соціокультурний вплив туризму на Словаччину є багатогранним і включає як позитивні, так і негативні аспекти. З одного боку, туризм сприяє економічному розвитку, збереженню культурної спадщини та міжкультурному обміну. З іншого боку, він може призвести до комерціалізації культури, екологічного збитку та соціальної напруги. Важливо забезпечити збалансований підхід до розвитку туризму, який би враховував як економічні, так і соціокультурні аспекти для забезпечення сталого розвитку країни.